# Baal (David Bowie)
Baal is een ep van de Britse muzikant David Bowie, uitgebracht in 1982. Het album bestaat uit nummers die hij opnam voor Baal, een toneelstuk van Bertolt Brecht. Soms wordt naar het album verwezen met de titel David Bowie in Bertolt Brecht’s Baal, zoals vermeld op de albumhoes.
In augustus 1981 deed Bowie mee aan audities voor de BBC-versie van Brechts toneelstuk Baal. De teksten voor alle nummers werden door Ralph Manheim en John Willett naar het Engels vertaald. Dominic Muldowney zorgde voor alle nieuwe muzikale instellingen, met uitzondering van "The Drowned Girl", die oorspronkelijk door Kurt Weill gedaan werd voor Das Berliner Requiem. In september 1981 keerden Bowie en producer Tony Visconti terug naar de Hansa Tonstudio in Berlijn, waar Bowie tussen 1977 en 1979 een groot deel van zijn zogeheten Berlijnse trilogie opnam, om de vijf nummers op te nemen die titelkarakter Baal zong in het toneelstuk.
Voor het nummer "The Drowned Girl" maakte regisseur David Mallet een videoclip in zwart-wit, waarin Bowie en een aantal muzikanten het nummer ten gehore brengen. Deze video werd gemaakt rond dezelfde tijd als de video voor "Wild Is the Wind".
Deze ep was het laatste werk dat Bowie uitbracht bij RCA Records, zijn platenlabel sinds 1971. Zijn volgende werk, het succesalbum Let's Dance kwam uit op EMI. 

## Tracklist
1. "Baal's Hymn" (Bertolt Brecht/Dominic Muldowney) – 4:02
2. "Remembering Marie A" (Traditioneel, aangepast door Brecht/Muldowney) – 2:07
3. "Ballad of the Adventurers" (Brecht/Muldowney) – 2:01
4. "The Drowned Girl" (Brecht/Kurt Weill) – 2:26
5. "The Dirty Song" (Brecht/Muldowney) – 0:38

## Musici
- David Bowie: zang, gitaar
- Tony Visconti: basgitaar

Andere instrumenten werden ingespeeld door niet nader genoemde sessiemuzikanten.